# 约翰·莫法特·傅桂
约翰·莫法特·傅桂（英語：John Moffat Fugui，1961年9月9日—2022年12月22日），所羅門群島政治人物及政治顧問。傅桂生前在总理戴尼·費立普的内阁之中担任环境、气候变化、灾害管理和气象部部长，此外，他亦是第一任所罗门群岛的驻华大使。

## 生平
傅桂于1961年9月9日出生。他在新西兰的坎特伯雷大学取得第一个硕士学位后，加入了美国夏威夷大學一个哲学博士项目，并最终获得其第二个硕士学位，此后他开始为所罗门群岛政府担任政治顾问。
在2010年8月举行的大选中，傅桂以独立候选人身份被选为霍尼亚拉中央选区国民议会成员。不久，总理戴尼·費立普将傅桂任命为环境、气候变化、灾害管理和气象部部长。2011年11月，戈登·達西·里諾取代费立普，成为新一任所罗门群岛总理，而傅桂则仍然留在其先前的职位。
2012年10月22日，傅桂宣布离开政府。他后来表示辞职的原因是政府已连续七个月没有为他配备常务秘书，而里諾则称他是因为支持反对党而被解雇。里諾最终指派了布拉德利·託沃索亞来代替傅桂的位置。
2014年，傅桂在大选重新赢得席位，并在12月17日就任国民议会副议长。2020年2月14日，由于存在不当行为，傅桂的霍尼亚拉中央选区国民议会议员头衔被剥夺。
2021年，傅桂被任命为首任所罗门群岛驻华大使，并于5月22日到达中国。
2022年12月22日新冠疫情期间，傅桂因心脏骤停在北京去世，成為兩年以來在中國國內去世的第七位外交官。